# Дильонжкі
Дильонжкі (пол. Dylążki) — село в Польщі, у гміні Белжиці Люблінського повіту Люблінського воєводства.
У 1975-1998 роках село належало до Люблінського воєводства.